# Trở về Eden (phim)
Trở về Eden (tiếng Anh: Return to Eden) là bộ phim truyền hình dài tập được chuyển thể từ cuốn tiểu thuyết cùng tên của Rosalind Miles.

## Nội dung
Eden - cái thiên đường hoang dã mà Stephanie Harper được thừa hưởng cùng với gia tài khổng lồ của người cha là nơi cô muốn xây dựng một thiên đường thực sự với người chồng mà cô yêu say đắm là Greg Marsden – một ngôi sao quần vợt hào hoa. Nhưng cũng chính ở Eden, trong tuần trăng mật, khi đã nằm trong hàm cá sấu, cô mới nhìn thấy bộ mặt thật của người chồng người bạn và cũng là người em cùng cha khác mẹ của Stephanie – Jilly, họ đã đồng lõa và thản nhiên nhìn cô giãy giụa...
Với bộ mặt bị cá sấu cắn nát và một trái tim còn tan nát hơn thế, Stephanie đã trở lại với Eden. để phục thù. Quyến rũ lại chính người chồng bội bạc, làm cho trái tim hắn phải đau đớn, điên dại vì một tình yêu bị lừa dối.

## Diễn viên
- Stephanie Harper & Tara Welles... Rebecca Gilling
- Dan Marshall... James Smillie
- Bill McMaster... Peter Gwynne
- Greg Marsden... James Reyne
- Jilly Stewart... Wendy Hughes
- Dennis Harper... Jayson Duncan
- Sarah Harper... Nicole Pyner
- Jilly Stewart... Peta Toppano
- Jake Sanders... Daniel Abineri
- Cassie Jones... Megan Williams
- Dennis Harper... Peter Cousens
- Sarah Harper... Nicki Paull
- Tom McMaster... Warren Blondell
- Angelo Vitale... Angelo D'Angelo
- Jessica Stewart... Saskia Post
- Johnno Ryan... Keith Aberdein
- Dave Welles... Bill Kerr
- Philip Stewart... John Lee
- Sheik Ahmal... Robin Ramsay
- Olive Down... Suzanne Roylance
- Joanna Randall... Olivia Hamnett
- Anton Pascal... Rod Anderson
- Rena McMaster... Wendy Playfair
- Công chúa Talitha... Tamasin Ramsay

## Ê-kíp
- Âm nhạc: Brian May
- Dựng phim: Dean Semler
- Biên tập: David Huggett
- Thiết kế sản xuất: Owen Williams
- Phục trang: Robyn Richards

## Quốc gia trình chiếu
Úc
 Hoa Kỳ
 Thụy Điển
 Pháp
 Nga
 Việt Nam
 Hungary
 Ba Lan
 Phần Lan
 Estonia